# Thomas Fabius
Pour les articles homonymes, voir Fabius.
Thomas Fabius, né le 16 novembre 1981 dans le 16e arrondissement de Paris, est le fils de Laurent Fabius. Il est dirigeant de plusieurs PME, principalement dans les secteurs de l’immobilier et de la gestion d’entreprises.
Il est connu pour ses frasques et démêlés avec la justice. Ses pertes et gains au casino ont fait de lui l'objet de plusieurs affaires judiciaires en France et d'un mandat d'arrêt aux États-Unis.

## Biographie

### Famille
Fils de l'homme politique Laurent Fabius et de la productrice Françoise Castro, il est issu d'une lignée d'antiquaires parisiens (notamment son grand-père paternel, Elie Fabius).
Thomas Fabius a commencé sa scolarité au collège Henri-IV, puis au lycée Montaigne. En 1999, il obtient un baccalauréat ES, puis il entame une classe préparatoire HEC à Intégrale, une classe préparatoire privée qu'il ne termine pas. En 2001, il est professeur de tennis au Club Med Gym de Gregolimano (Grèce) puis entre chez Accor par l'intermédiaire de son père, Laurent Fabius, qui aurait demandé à Jean-Marc Espalioux, président du directoire du groupe hôtelier, de l'accueillir.

### Parcours professionnel
Il travaille dans un premier temps au Sofitel de Bercy.
De 2002 à 2003, il intègre ensuite l’hôtel Novotel de Porte de Bagnolet du groupe Accor. Il est nommé Yield manager et met en place le système de yield management. En mai 2003, il intègre pour un an Market Place, l’agence événementielle du groupe Accor, en tant que chef de projet et concepteur rédacteur. Il s’occupe notamment du développement des partenariats public/privé. 
Thomas Fabius prend ensuite le poste de directeur adjoint du Novotel de Porte de Bagnolet, avant de quitter le groupe Accor après trois ans passés dans le secteur de l'hôtellerie et de l'événementiel. Après son passage dans le groupe hôtelier, le groupe Accor dira qu'« il n’a pas laissé le souvenir d’un très grand bosseur ».
En septembre 2004, il cofonde la société People and baby qui crée et gère des crèches privées d’entreprises en France. Il quitte la société au bout de 18 mois. Ses deux associés affirment ne plus supporter son comportement ; il lui est entre autres reproché des « menaces » envers ses collègues, le refus de rembourser une certaine somme prêtée, des rencontres avec la concurrence et une usurpation de titre en se présentant comme le dirigeant auprès des médias. 
Il est depuis 2005 le dirigeant de TF Conseils qui exerce des activités de conseil, notamment dans les domaines financier et stratégique. Par ailleurs, il se présente comme conseiller auprès d'investisseurs institutionnels et privés dans leur stratégie immobilière[réf. nécessaire]. Il réalise aussi des opérations de promotion immobilière pour son propre compte.

## Procédures judiciaires
En 2009, Thomas Fabius conseille l’entreprise Unipay’s dans le cadre de la recherche d’investisseurs pour le financement d’un système de cartes de paiement. À la suite de la plainte d'un associé le visant, il est entendu par la Brigade de répression de la délinquance astucieuse (BRDA). Il sera condamné à 15 000 euros, dont 10 000 avec sursis, pour abus de confiance par le tribunal correctionnel de Paris dans le cadre d'une procédure de « plaider-coupable ». À l'époque des faits, un de ses proches s'interrogeait sur une « possible manipulation d'un homme au nom respectable ».
En mars 2012, une enquête préliminaire est ouverte contre X pour définir les conditions d'acquisition de sa résidence principale, un appartement de 285 m2 acheté plus de 7 millions d'euros alors que celui-ci ne déclarait aucun revenu à titre personnel et ne paie aucun impôt en France. Des signalements Tracfin avaient alors pointé des transferts de fonds inhabituellement élevés sur ce compte personnel dont la provenance était les casinos et certains médias mettaient en cause la structuration financière de l'acquisition et sa régularité. Son avocat Me Cyril Bonan indique en juillet 2013 que « l'appartement personnel de M. Thomas Fabius et de sa compagne a été acheté dans des conditions normales. L'acquisition a été financée pour partie par un apport personnel de M. Thomas Fabius et pour partie par un emprunt bancaire ». Après 4 ans d'enquête, la justice française a entendu Thomas Fabius le 15 décembre 2015 après une garde à vue de 12 heures de laquelle il est ressorti libre. Il a pu à cette occasion rappeler les conditions dans lesquelles il a fait cette acquisition, à savoir plusieurs millions d'euros investis en fonds propres (provenant notamment des gains de casinos anglais) et plusieurs millions d'euros de prêts consentis par la banque Monte Paschi, gagés dans un contrat d'assurance vie doté de 3 millions d'euros.
Certains de ses proches affirment que c'est son père, Laurent Fabius, qui était visé par cette procédure. 
En juillet 2014, au volant de son Audi cabriolet, il aurait, révèle Le Point, forcé un barrage de police et grillé un feu rouge, poursuivi par la BAC et des policiers puis arrêté. L'hebdomadaire souligne que Thomas Fabius a rappelé aux policiers qu'il était le fils du ministre des Affaires étrangères. Emmené au commissariat du 7e arrondissement, il en ressort libre, sans avoir été placé en garde à vue. L’avocat de Thomas Fabius, Me Cyril Bonan, a indiqué qu’il y avait bien eu une interpellation, « mais pas une arrestation », tout en précisant que Thomas Fabius n'avait pas refusé d'obtempérer et qu'il n'y avait « pas de délit de fuite, pas de garde à vue, pas d'amende » à la suite de cette interpellation.

### Démêlés avec les casinos
Thomas Fabius est connu pour avoir été un gros joueur de roulette. Il jouait essentiellement en Angleterre, aux États-Unis ainsi qu'à Monaco. Il a connu à ces occasions des gains très importants ainsi que des pertes comparables. Il a contracté plusieurs dettes, principalement aux États-Unis. Les gains de jeux de casinos ne sont pas imposables en France, ce qui expliquerait l'origine de sa fortune. Thomas Fabius a été soumis à un contrôle fiscal d'une durée de 3 ans, avec à l'issue de celui-ci une absence de redressement. Il est interdit volontaire de casinos en France.
Fin 2013, il est mis en cause par les médias pour avoir bénéficié d'un traitement de faveur auprès de la Société des bains de mer (SBM) concernant l'« effacement » d'une dette de jeu de 700 000 euros par un casino de Monaco,,, ce que dément la direction de la SBM. 
En octobre 2015, il fait l'objet d'un mandat d'arrêt aux États-Unis. Il est accusé d'avoir émis des chèques sans provision à des casinos de Las Vegas (Nevada) pour un montant supérieur à 3,5 millions de dollars. Au cours de la soirée du 15 au 16 mai 2012, il aurait perdu auprès de trois hôtels de Las Vegas, le Palazzo, l'Aria et le Cosmopolitan, 3,3 millions de dollars. Le mandat d'arrêt n'étant pas international, Thomas Fabius ne juge pas nécessaire de retourner aux États-Unis pour faire face à ses responsabilités. Il encourt dix ans ferme de réclusion, le procureur chargé de l'affaire affirmant qu'il a sciemment émis des chèques sans provision.
En 2016, il est mis en examen en France pour avoir rédigé un faux ordre de virement de 200 000 euros adressé à un casino de Marrakech, le Mamounia, où il avait ses habitudes. Pour cette affaire, il est condamné en septembre 2019 pour escroquerie par le tribunal correctionnel de Paris à une peine de 75 000 euros d'amende, dans le cadre d’une procédure de comparution sur reconnaissance préalable de culpabilité (CRPC), dite de « plaider coupable ».

## Médias
Il a notamment été chroniqueur radio-télé : 
- De 2002 à 2003 sur la radio BFM dans l'émission politique Langues de P… [33].
- En 2007 sur TF1 dans l’émission Langues de VIP[34].

Avec son frère Victor, Thomas Fabius a par ailleurs créé une société de production de longs-métrages orientée vers le registre de la comédie.

## Tennis
Thomas Fabius a été professeur de tennis en 2001 au sein du Club Med de Gregolimano en Grèce. Il a organisé le tournoi des personnalités à Roland-Garros de 2003 à 2009.